# Murakami (stad)
Murakami (Japans: 村上市, Murakami-shi) is een stad in de Japanse prefectuur Niigata. Begin 2008 had de stad een geschatte bevolking van 68.748 inwoners en een bevolkingsdichtheid van 58 inwoners per km². De totale oppervlakte van deze stad is 1174,24 km².

## Geschiedenis
- De stad Murakami werd op 31 maart 1954 gevormd.
- Op 1 april 2008 werden de gemeenten Sanpoku en Arakawa en de dorpen Asahi en Kamihayashi van het District Iwafune aangehecht bij de stad Murakami.

## Cultuur

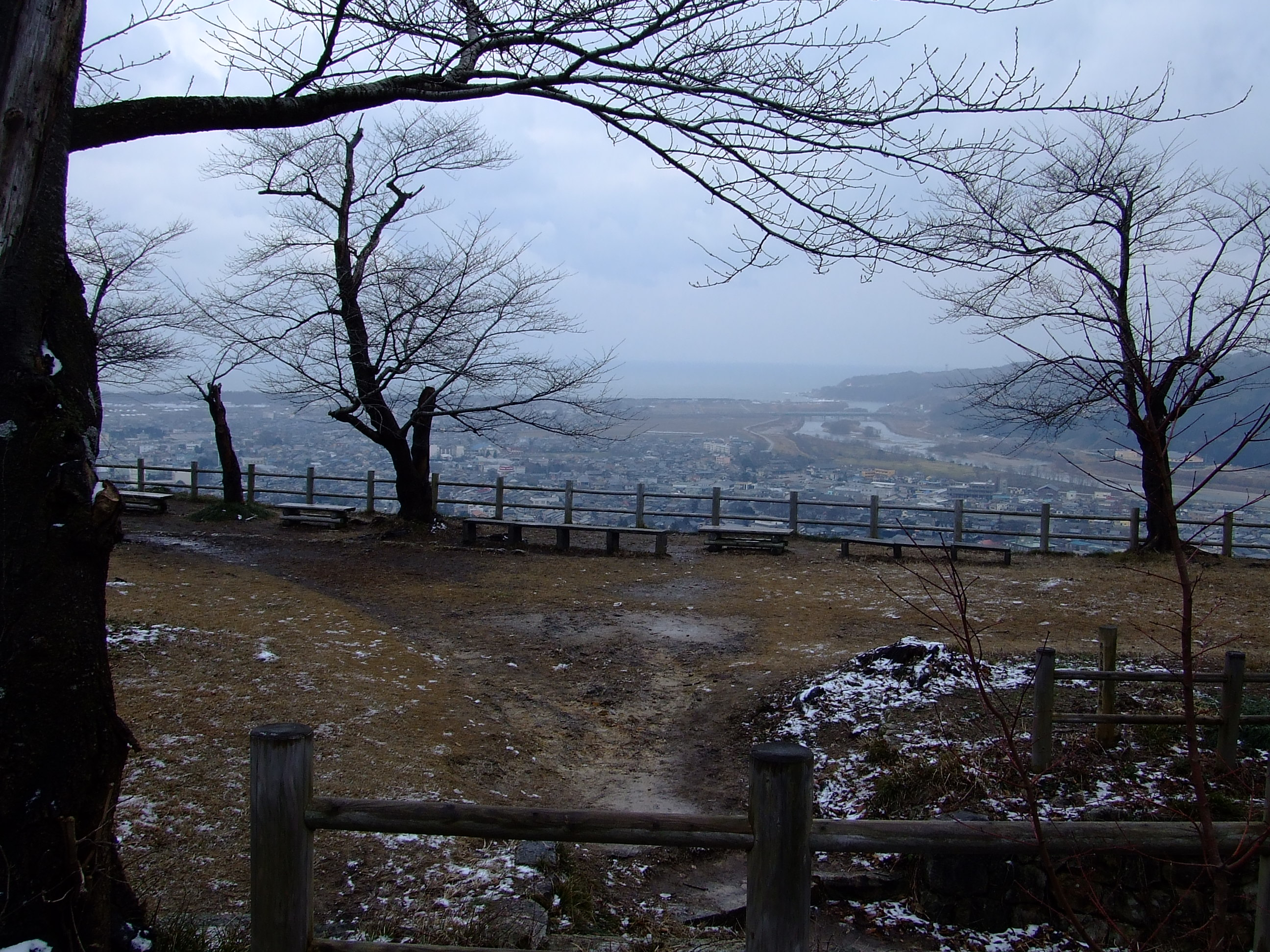
Murakami gezien vanaf de resten van het kasteel op Oshiroyama (lett. 'kasteelberg').

In de Edoperiode bloeide Murakami als kasteelstad onder de Murakami han (clan). In het stadscentrum van het hedendaagse Murakami is dit verleden met concentraties van samurai en handelaren nog herkenbaar.
Producten waar Murakami bekend om staat zijn groene thee (Murakami heeft de noordelijkste theeplantages van Japan), chum zalm en Murakami rundvlees.
De Senami onsen (hete bron) is beroemd en trek vele toeristen.
Murakami heeft een stedenband met Sabae in de prefectuur Fukui.

## Verkeer
Murakami ligt aan de Uetsu-lijn van de East Japan Railway Company.
Murakami ligt aan de autowegen 7, 290 en 345.
Vanuit de Iwafune haven vaart een veerpont naar het toeristische eiland Awashima.